# Friesland (Wisconsin)
Friesland es una villa ubicada en el condado de Columbia en el estado estadounidense de Wisconsin. En el Censo de 2010 tenía una población de 356 habitantes y una densidad poblacional de 133,45 personas por km².

## Geografía
Friesland se encuentra ubicada en las coordenadas 43°35′23″N 89°3′58″O / 43.58972, -89.06611. Según la Oficina del Censo de los Estados Unidos, Friesland tiene una superficie total de 2.67 km², de la cual 2.64 km² corresponden a tierra firme y (1.07%) 0.03 km² es agua.

## Demografía
Según el censo de 2010, había 356 personas residiendo en Friesland. La densidad de población era de 133,45 hab./km². De los 356 habitantes, Friesland estaba compuesto por el 96.35% blancos, el 1.4% eran afroamericanos, el 0.56% eran amerindios, el 0.28% eran asiáticos, el 0% eran isleños del Pacífico, el 0% eran de otras razas y el 1.4% pertenecían a dos o más razas. Del total de la población el 4.21% eran hispanos o latinos de cualquier raza.